# خالد محمد عبده
خالد محمّد عبده (مواليد 1977 في القاهرة)، باحثٌ وأكاديميٌّ تخرّج في جامعة القاهرة. حائز على درجة الدكتوراه في الفلسفة. وهو مدير مركز طواسين للتصوف والإسلاميات وأحد المؤسسين. قال خالد محمد عبده أن الهدف من تدشين موقع المركز «أن يكون نافذة معرفية يُطِلُّ القارئ العربي من خلالها على التصوف الإسلامي وما يتصل به من قضايا وموضوعات في سياقات مختلفة».
وهو الآن باحثٌ في جامعة إشبيلية في إسبانيا.

## أعماله
مؤلّفات وتحقيقات وأبحاث عدّة، منها:
1. معنى أن تكون صوفيًّا (القاهرة: دار المحروسة، 2016).
2. حضورُ الرّوميّ وشمس تبريزيّ في الثّقافة العربيّة (القاهرة: دار القدس، 2020).
3. الجدل الإسلاميّ المسيحيّ في القرن الثّالث الهجريّ (دار المدار الإسلاميّ: بيروت، 2022).
4. الحكمة الخليقة للزّندويستيّ بالاشتراك مع د. بلال الأرفه لي (دار المشرق: بيروت، 2023).[7]

## المنشورات
له العديد من المؤلفات والتي تشمل الكتب والمقالات والأبحاث المنشورة ومنها:
-رسالة العاشق الى المعشوق في شرح كلمات الصوفي غير مخلوق
-منازل المحبّة، ابن الرانيّ، (بيروت: كنز ناشرون، 2032) .
-الحكم الصوفيّة وبرنامج الصوفي في اليوم والليلة، الحرّاليّ، (بيروت: كنز ناشرون، 2032).
- الأعمال الصوفية لرائد الثورة الروحيّة أبي العلا عفيفي.
-الجدل الإسلاميّ المسيحيّ في القرن الثالث الهجري كتابا عليّ بن الطبريّ في علم الأديان المقارن : الرد على النصارى والدين والدولة في إثبات نبوّة محمّد.
-التصوّف بين الأمس واليوم، موقف ومعارف.
-رسائل الإمام داود بن محمد القارصيّ الحنفيّ، 1099-1169 هـ.
-رسائل في قواعد التصوّف ودخول الخلوة للأبهريّ.
-الحكمة الخليقة/ الحسين بن يحيى الزندويستي (ت 382 هـ)؛ تحقيق بلال الأرفه لي، خالد محمد عبده.- بيروت: دار المشرق، 1445 هـ، 2023 م.
-المبشرات/ محيي الدين محمد بن عليّ بن عربيّ (ت 638 هـ)؛ تحقيق خالد محمد عبده.- بيروت: كنز ناشرون، 1445 هـ، 2023 م.
-معيار المريدين ومعرفة التوحيد/ قطب الدين رستم عبد الله بن محمد النوري (ت 780 هـ)، 
وتلميذه عبد الله بن علي الشيباني (ت 797 هـ)؛ تحقيق خالد محمد عبده.- بيروت: كنز ناشرون، 1445 هـ، 2023 م.
- رسالة الايمان للإمام الأشعري ونصوص أخرى، تحقيق وترجمة عن الإسبانية، كنز ناشرون، 2021.[19]
- عبد الملك الديلميّ في الدراسات الاستشراقيّة وشذرات من تفسيره الصوفيّ، مجلة Al-Abhath، 2020.[20]
- معنى أن تكون صوفيًّا اليوم، مجلة الصوفية اليوم: قراءات معاصرة في مجتمع التصوف ونماذجه، 2020.[21]
- ماذا يقدّم التصوّف للعالم (الإذاعة الإسبانيّة) Entrevistamos al investigador y especialista en mística sufí Dr. Khaled Mohammed Abdou, que nos habla del papel que podría desempeñar el sufismo en el mundo. Nuestro invitado es egipcio y reside actualmente en España.[22]
- حضور مولانا الروميّ في الثقافة العربيّة، الجامعة الأميركيّة بيروت.[23]
- شمس تبريزي : جوهرة كهف القلب، دار بدائل للطبع والنشر والتوزيع، 2019.[24]
- مقام المسيح في التصوف الإسلامي، في كتاب "مسارات التسامح في الإسلام والمسيحية"، 2019.[25]
- المرأة الصوفية بعيون شرق غربية، جهود أنّماري شيمل، في كتاب "المرأة والمعرفة الدينية في الإسلام"، مركز المسبار للدراسات والبحوث، دبي، 2018.[26]
- لقاء المولوية والنقشبندية من خلال أعمال عبد الغني النابلسي، مركز المسبار للدراسات والبحوث، دبي، 2018.[27]
- الأعمال الصوفية لعبد الوهاب عزام، مركز المحروسة، 2018.[28][29]
- آثار شمس الدين الديلمي المخطوطة، مجلة علوم المخطوط، مكتبة الإسكندرية، 2018.[30]
- المرأة والتصوف والحياة، كنز ناشرون، 2017.[31]
- حضور الروميّ في العالم العربيّ، مكتبة الإسكندرية.[32]
- التراث الصوفيّ المترجم للعربيّة، مكتبة الإسكندرية.[33]
- صورة شمس تبريزي في الأدبيات الحديثة، دار المشرق، 2017.[34]
- مولانا جلال الدين الرومي والمولوية العربية، كنز ناشرون، 2017.[35]
- هل کان شمسُ تبريزي إسماعيليًّا؟، مجلة وادي النيل للدراسات والبحوث الإنسانية والاجتماعية والتربويه، جامعة القاهرة فرع الخرطوم، 2017.[36]
- ابن عربي في مصر، في كتاب "التصوف الأكبري، ابن عربي التاريخ والنص"، مركز المسبار للدراسات والبحوث، دبي، 2017.[37]
- صورة شمس تبريزي في الأدبيّات الحديثة، دار المشرق، جامعة القديس يوسف في بيروت، 2017.[38]
- سفراء التصوف في العالم الإسلامي، كنز ناشرون، بيروت، 2017.[39][40]
- الرومي وأثره في المفكرين المسلمين في العصر الحديث، مؤسسة بونة للبحوث والدراسات 2017.[41]
- أمية النبي، مركز المحروسة، 2016.[42]
- الروميّ بين الشرق والغرب، 2016.[43]
- التصوّف والمعارف الصوفيّة، 2016.[44]
- قطوف من حدائق المثنويّ، 2016.[45]
- البحث الصوفيّ في الدراسات العربيّة[46]
- التصوّف الإسلاميّ اليوم.[47]
- مولانا جلال الدين الرومي في الهند، مركز المحروسة للنشر والخدمات الصحفية والمعلومات، 2016.[48]
- البكتاشية التاريخ والممارسة في مصر في كتاب "البكتاشية وجدل التأسيس"، مركز المسبار للدراسات والبحوث، دبي، 2016.[49]
- مولانا جلال الدين الرومي والسلفيون الجدد في كتاب "المولوية والتصوف: التاريخ- النصوص- الآفاق"، مركز المسبار للدراسات والبحوث، دبي، 2016.[50]
- المستشرقون والتصوف الإسلامي، مركز المحروسة، 2016.[51][52]
- سامي مكارم والدرس الصوفي العربي، مجلة الأبحاث، كلية الآداب والعلوم، الجامعة الأميركية في بيروت، 2016.[53]
- من المنغلق إلى المنفتح ما لم يفعله جلال الدين الرومي، 2015.[54]
- كتاب مسألة الإيمان للإمام الأشعري، مجلة تراثيات، دار الكتب المصرية، 2015.[55]
- إنكار النبوة: تاريخ فكرة، مجلّة المشكاة[56]، جامعة الزيتونة، 2014.[57]
- من الطريقة إلى الطريق رحلة مع كتاب الشّيخ ماء العينين مفيد الرّاوي على أنّي مخاوي.[58]
- من رموز العلم المقدس: رينيه جينو (الشيخ عبد الواحد يحيى في المصادر العربية الحديثة)، مركز جمعة الماجد للثقافة والتراث - قسم الدراسات والنشر والشؤون الخارجية، 2014.[59]
- جهود علي بن ربن الطبري في تأسيس منهج مقارنة الأديان: مع تحقيق مخطوطته في الرد على النصارى، جامعة القاهرة، 2010.[60]
- بشائر عيسى ومحمد في العهد القديم والعهد الجديد (دراسة وتقديم)، مكتبة النافذة، 2006.[61]
- نظريتي في قصة صلب المسيح وقيامته من الأموات (دراسة وتقديم)، مكتبة النافذة، 2006.[62]
- نظرة في كتب العهد الجديد وعقائد النصرانية،(دراسة وتقديم)، مكتبة النافذة، 2006[63]
- تخجيل من حرّف التوراة والإنجيل، تقيّ الدين الجعفريّ،(دراسة وتقديم)، مكتبة النافذة، 2006[64]
- حوارات مع الباحث -التصوّف يقدّم للإنسان رؤى[65]